# 手塚治虫文庫全集
『手塚治虫文庫全集』（てづかおさむぶんこぜんしゅう）は、手塚治虫の文庫版漫画全集。講談社刊。全200巻。手塚治虫生誕80周年を記念して、2009年10月から2012年5月にかけて刊行された。

## 手塚治虫漫画全集との違い
『手塚治虫漫画全集』に対して、文庫全集では収録作品には下記のような違いがある。
- エッセイ・講演原稿等（手塚治虫漫画全集別巻MT-383〜400）は未収録。
- 『鉄腕アトム』はサンコミックス・サンデーコミックス版収録の解説漫画が追加されている。
- 『ブラック・ジャック』は未収録作品が収録されている。
  - 「ふたりの修二」「パク船長」「ドラキュラに捧ぐ」「デカの心臓」「三度目の正直」「きみのミスだ！」「金！金！金！」「失われた青春」「不死鳥」「おとずれた思い出」「信号」「キモダメシ」「落下物」
- 『ミッドナイト』は全集版未収録の最終回が追加収録されている。
- 『三つ目がとおる』は下記の未収録作品が収録されている。
  - 「分福登場」「給食」「猪鹿中学」「長耳族」「舌をだすな！」「七蛇寺の七ふしぎ」「カオスの壺」「メダルの謎」「スキャンダル」
- 未収録の中・短編が収録されている（BT-194〜196、200）、「あとがきにかえて(BT-139)」、「火の鳥 漫画少年版(BT-166)」（角川文庫『火の鳥　ギリシャ・ローマ編』収録版とは終盤等で構成や文字のフォントが異なるものになっている）

## 作品
- 通し番号は本文庫全集の「BT-番号」を示す。
- 収録・併録作品欄は文庫タイトル以外の作品が収められている場合に記載した。なお、タイトル自体が複数併記されている場合も記載した。
- 2巻以上の作品で、最終巻に併録されている作品には通し番号を( )内にを記載した。
- 太字は『手塚治虫漫画全集』未収録作品（その巻すべてが未収録作品の場合はタイトルのみ太字とした）。

| 通し番号 | タイトル                          | 巻数 | 収録・併録作品 |
| -------- | --------------------------------- | ---- | --- |
| 001-009  | 鉄腕アトム                        | 9    | |
| 010      | ジャングル大帝(1)                 |      | レオ編、ライヤ編 |
| 011      | ジャングル大帝(2)                 |      | ムーン山編、ジャングル大帝〈小学三年生版〉、レオちゃん |
| 012      | ピノキオ                          |      | |
| 013-014  | リボンの騎士                      | 2    | リボンの騎士、野バラの精、虹のプレリュード(014) |
| 015-016  | W3（ワンダースリー）              | 2    | W3（ワンダースリー）、W3（ワンダースリー）（少年マガジン版）(016) |
| 017-018  | どろろ                            | 2    | |
| 019      | 漫画大学                          |      | 漫画大学、珍アラビアンナイト、化石島、罪と罰 |
| 020      | ユニコ                            |      | |
| 021      | ユフラテの樹                      |      | 日本発狂 |
| 022      | ロストワールド メトロポリス       |      | ロストワールド、メトロポリス |
| 023-024  | 海のトリトン                      | 2    | |
| 025-026  | シュマリ                          | 2    | |
| 027      | 新選組                            |      | 新選組、鉄の道 |
| 028      | ライオンブックス(1)               |      | 安達が原、荒野の七ひき、はるかなる星、あかずの教室、白縫、コラープス、奇動館 |
| 029      | ライオンブックス(2)               |      | マンションOBA、ミューズとドン、おふくろの河 |
| 030      | ライオンブックス(3)               |      | 百物語、ブタのヘソのセレナーデ、月と狼たち、モモンガのムサ |
| 031      | アトムキャット                    |      | アトムキャット、ユニコ 小学一年生版 |
| 032      | アトム今昔物語                    |      | |
| 033      | 鉄腕アトム別巻                    |      | アトム誕生、アトム二世、アトム還る、爆弾列車、偏差値王国との対決、アトムの初恋、ひょうたんなまず危機一発、わが名は百科、おまえが犯人だ!!、シルバー・タワー、アトムの最後、鉄腕アトム 小学二年生版 |
| 034      | ジャングル魔境                    |      | ジャングル魔境、シャリ河の秘密基地、有尾人、拳銃天使 |
| 035-041  | 三つ目がとおる                    | 7    | |
| 042      | 来るべき世界 ファウスト           |      | 来るべき世界、ファウスト |
| 043-044  | きりひと讃歌                      | 2    | |
| 045      | ザ・クレーター                    |      | 鈴が鳴った、溶けた男、雪野郎、紫のベムたち、生けにえ、双頭の蛇、オクチンの奇怪な体験、大あたりの季節、オクチンの大いなる怪盗、二つのドラマ、巴の面、三人の侵略者、八角形の館、風穴、ブルンネンの謎、墜落機、クレーターの男 |
| 046      | 新宝島                            |      | 新宝島、ぼくのデビュー日記、マアチャンの日記帳、珍念と京ちゃん、AチャンB子チャン探検記、あんてな一家、ぐっちゃん、電子夫人 |
| 047      | 地球の悪魔                        |      | 地球の悪魔、大洪水時代、太平洋Xポイント、世界を滅ぼす男 |
| 048      | 人間ども集まれ!                   |      | |
| 049-051  | ミッドナイト                      | 3    | |
| 052      | やけっぱちのマリア                |      | |
| 053      | ロック冒険記                      |      | ロック冒険記、摩天樓小僧、火山島少年、13の秘密、まぼろしの円盤、フォード32年型、少年探偵ロック・ホーム |
| 054      | 双子の騎士                        |      | 双子の騎士、舞踏会へきた悪魔、ミニヨン、白いくびの子がも、金のうろこ、おかあさんの足、ベニスの商人、孔雀貝、虹のとりで |
| 055      | バンビ                            |      | バンビ、バンビ（漫画少年版）、ウォルト・ディズニー物語 |
| 056-057  | 魔神ガロン                        | 2    | |
| 058-069  | ブラック・ジャック                | 12   | |
| 070-072  | アドルフに告ぐ                    | 3    | |
| 073-074  | フライングベン                    | 2    | フライングベン、グランドール(074) |
| 075      | 地底国の怪人 魔法屋敷             |      | 地底国の怪人、魔法屋敷、森の四剣士 |
| 076      | 火星博士 一千年后の世界           |      | 火星博士、假面の冒険兒、大空魔王、流線型事件、一千年后の世界 |
| 077      | ガラスの城の記録                  |      | ガラスの城の記録、ショート・アラベスク（刑事もどき-エムレット-、刑事もどき-鹿の角-、苦情銀行、一族参上、角、ヒョーロク記、蛸の足、現地調査、声、反射、笑う男、夜の客、ゲーム、紐、成功のあまきかおり |
| 078      | 冒険放送局                        |      | 冒険放送局、ピロンの秘密、地球大戦、ワンダーくん |
| 079      | ガムガムパンチ                    |      | ガムガムパンチ、冒険ルビ〈小学一年生〜小学二年生版〉、冒険ルビ〈小学二年生〜小学三年生版〉 |
| 080      | ゴッドファーザーの息子            |      | ゴッドファーザーの息子、紙の砦、すきっ腹のブルース、がちゃぼい一代記、トキワ荘物語、という手紙がきた、動物つれづれ草、怪談雪隠館、マコとルミとチイ、うめぼし陰謀団、ぼくの少年時代、らくがき事典 |
| 081      | ロストワールド私家版              |      | |
| 082-083  | バンパイヤ                        | 2    | |
| 084      | 漫画生物学                        |      | 漫画生物学、漫画天文学、宇宙狂想曲、チッポくんこんにちは、ピンピン生ちゃん、とべとべるんちゃん、らびちゃん |
| 085      | あらしの妖精                      |      | あらしの妖精、つるの泉、母の眼ばなし、こけし探偵局、ピンクの探偵、あけぼのさん、カーテンは今夜も青い、白くじゃくの歌、ヨッコちゃんがきたよ！ |
| 086      | ルードウィヒ・B                   |      | |
| 087      | 勇者ダン                          |      | 勇者ダン、ボンゴ〈小学五年生〜小学六年生版〉 |
| 088      | アラバスター                      |      | |
| 089      | ふしぎな少年                      |      | |
| 090-092  | ぼくの孫悟空                      | 3    | ぼくの孫悟空、リンリンちゃん(092) |
| 093-094  | 奇子                              | 2    | 奇子、鉄の旋律、白い幻影、レボリューション(094) |
| 095      | フースケ                          |      | フースケ、タイムマシンのみこと、品川心中、すっぽん物語、セクソダス、負け女郎、日付健忘線、アポロはなぜ酔っ拂ったか、やぶれかぶれ、ヌーディアン列島 |
| 096      | アポロの歌                        |      | |
| 097      | 平原太平記 ふしぎ旅行記           |      | 平原太平記、月世界紳士、奇蹟の森のものがたり、ふしぎ旅行記 |
| 098-099  | 一輝まんだら                      | 2    | 一輝まんだら、時計仕掛けのりんご、バイパスの夜、嚢、イエロー・ダスト、悪魔の開幕、山棟蛇(099) |
| 100-101  | ハトよ天まで                      | 2    | ハトよ天まで、羽と星くず、タツマキ号航海記(101) |
| 102      | サボテン君 レモン・キッド         |      | サボテン君、ほろ馬車くん、レモン・キッド、黒い峡谷、火の谷、荒野の弾痕 |
| 103      | 旋風Z                             |      | 旋風Z、ジェットキング |
| 104-105  | ビッグX                           | 2    | |
| 106-107  | ナンバー7                         | 2    | |
| 108-114  | ブッダ                            | 7    | |
| 115      | タイガーブックス(1)               |      | タイガーランド、悪右衛門、原人イシの物語、低俗天使、ぬし |
| 116      | タイガーブックス(2)               |      | ころすけの橋、カノン、ロロの旅路、雨降り小僧、ガラスの脳、モンモン山が泣いてるよ、ヤジとボク、0次元の丘、るんは風の中、新・聊斎志異 女郎蜘蛛、新・聊斎志異 お常 |
| 117      | タイガーブックス(3)               |      | 二人のショーグン、八丁池のゴロ、火の輪、てんてけマーチ、山太郎かえる、ゼフィルス、海の姉弟、走れ！クロノス |
| 118      | タイガーブックス(4)               |      | グロテスクへの招待、いないいないばあ、四谷怪談、さらばアーリイ、ハヌマンの冒険、ひとでの秘密、はなたれ浄土、こじき姫ルンペネラ、1985への出発 |
| 119      | ケン1探偵長                       |      | ケン1探偵長、くも屋敷の鍵穴、ケン一探偵長 |
| 120      | フィルムは生きている              |      | フィルムは生きている、アリと巨人 |
| 121      | リボンの騎士 -少女クラブ版-       |      | リボンの騎士 -少女クラブ版-、リボンの騎士 チンクと金のたまご、うたえペニーよ、シルクハット物語、ロビンちゃん、龍が淵の乙女、赤い雪 |
| 122      | 38度線上の怪物                    |      | 38度線上の怪物、火星からきた男、化石人間、化石人間の逆襲、人食岬の決戦、ジェット基地の幽霊、落盤、花とあらくれ |
| 123      | 弁慶                              |      | 弁慶、後藤又兵衛、丹下左膳、ピストルをあたまにのせた人びと、夏草物語 |
| 124      | SFミックス                        |      | 偉大なるゼオ、バチス号浮上せず、2から2を消せば2、人間牧場、最後はきみだ！、宇宙からのSOS、光線銃（レイ・ガン）ジャック、だれかが狂ってる！、バックネットの青い影、悪魔の音、ドースン一家の記録、秘密指令第3号、ビルの中の目、未来をのぞく3人、午前7時の地下室、刹那 |
| 125      | スリル博士                        |      | スリル博士、光 |
| 126      | エンゼルの丘                      |      | |
| 127      | 上を下へのジレッタ                |      | |
| 128-129  | ドン・ドラキュラ                  | 2    | ドン・ドラキュラ、おはよう！クスコ、どろんこ先生、ぐうたろう千一夜(129) |
| 130      | おれは猿飛だ！                    |      | おれは猿飛だ！、こだまちゃん |
| 131      | アバンチュール21                  |      | アバンチュール21、シャミー1000、緑の果て、7日の恐怖、月世界の人間、ジャムボ |
| 132-133  | グリンゴ                          | 2    | グリンゴ、サスピション、山の彼方の空紅く、雨のコンダクター、料理する女、お客さまは悪魔です(133) |
| 134      | ライオンブックス おもしろブック版 |      | 来るべき人類、緑の猫、白骨船長、宇宙空港、恐怖山脈、くろい宇宙線、狂った国境、複眼魔人 |
| 135      | ロップくん                        |      | ロップくん、ボンゴ 小学一年生版 |
| 136      | ひょうたん駒子                    |      | ひょうたん駒子、週間探偵登場、雑巾と宝石、第三帝国の崩壊、昆虫少女の放浪記、スター・ダスト、われ泣きぬれて島と、よろめき動物記、ごめんねママ |
| 137      | スーパー太平記                    |      | スーパー太平記、夜明け城 |
| 138-139  | 未来人カオス                      | 2    | 未来人カオス、あとがきにかえて、大地の顔役バギ(139) |
| 140      | メタモルフォーゼ                  |      | ザムザ復活、べんけいと牛若、大将軍 森へ行く、すべていつわりの家、ウオビット、聖なる広場の物語、おけさのひょう六、インセクター、インセクター 蝶道は死のにおい、夜よさよなら、ダリとの再会 |
| 141      | 鬼丸大将                          |      | |
| 142      | ジャングルタロ                    |      | ジャングルタロ、お山の三五郎、どんぐり行進曲、流星王子、おお！われら三人 |
| 143      | 空気の底                          |      | ジョーを訪ねた男、野郎と断崖、グランドメサの決闘、うろこが崎、夜の声、そこに穴があった、カメレオン、猫の血、わが谷は未知なりき、暗い窓の女、カタストロフ・イン・ザ・ダーク、電話、ロバンナよ、ふたりは空気の底に、処刑は3時におわった、おそすぎるアイツ、聖女懐妊、帰還者 |
| 144-146  | 七色いんこ                        | 3    | |
| 147      | マグマ大使                        |      | |
| 148      | 鳥人大系                          |      | 鳥人大系、炎症、うしろの正面、そこに指が、一寸の虫、24時間まえの男、ゼンソクの男、緑の果て、七日目、ガリバー旅行記、ドオベルマン、熟れた星 |
| 149      | ボンバ!                           |      | ボンバ!、魔の山、がらくたの詩、赤の他人、三つのスリル、机の中へこんにちは、ずんべら、やまなし、ふたりでリンゲル・ロックを |
| 150-151  | MW（ムウ）                        | 2    | MW（ムウ）、火の山、ペーター・キュルテンの記録、もの憂げな夜、ラインの館にて(151) |
| 152      | ダスト8                           |      | ダスト8、バカ一 |
| 153      | ナスビ女王                        |      | ナスビ女王、とんから谷物語、そよ風さん、ひまわりさん |
| 154      | 新世界ルルー                      |      | 新世界ルルー、黄金都市、タイガー博士、くるったジャングル、氏神さまの火、村の踊り子、足あと温泉、カノコの応援団長、凸凹牧場、凸凹剣士 |
| 155      | 火の鳥(1)                         |      | 黎明編、「火の鳥」のロマン |
| 156      | 火の鳥(2)                         |      | 未来編、「火の鳥」と私 |
| 157      | 火の鳥(3)                         |      | ヤマト編、宇宙編 |
| 158      | 火の鳥(4)                         |      | 鳳凰編 |
| 159      | 火の鳥(5)                         |      | 復活編、羽衣編 |
| 160      | 火の鳥(6)                         |      | 望郷編 |
| 161      | 火の鳥(7)                         |      | 乱世編 |
| 162      | 火の鳥(8)                         |      | 乱世編 |
| 163      | 火の鳥(9)                         |      | 生命編、異形編 |
| 164      | 火の鳥(10)                        |      | 太陽編 |
| 165      | 火の鳥(11)                        |      | 太陽編 |
| 166      | 火の鳥 -少女クラブ版-             |      | 火の鳥 -少女クラブ版-、火の鳥 黎明編 漫画少年版、火の鳥 休憩 |
| 167-168  | プライム・ローズ                  | 2    | |
| 169      | ばるぼら                          |      | |
| 170      | ネオ・ファウスト                  |      | |
| 171      | ゴブリン公爵                      |      | |
| 172      | どついたれ                        |      | |
| 173-174  | 0マン                             | 2    | |
| 175      | キャプテンKen                     |      | |
| 176      | ブッキラによろしく！              |      | ブッキラによろしく！、牙人 |
| 177      | 白いパイロット                    |      | |
| 178-180  | オズマ隊長                        | 3    | オズマ隊長、黄金のトランク(180) |
| 181      | ブルンガ1世                       |      | |
| 182-183  | ノーマン                          | 2    | ノーマン、虎人境、黄色魔境、大暴走(183) |
| 184-185  | ミクロイドS                       | 2    | ミクロイドS、サンダーマスク(185) |
| 186      | 地球を呑む                        |      | |
| 187-192  | 陽だまりの樹                      | 6    | 陽だまりの樹、サロメの唇、最上殿始末、新聊斎志異 叩建異譚(192) |
| 193      | I.L（アイエル）                   |      | I.L、ステロタイプ |
| 194      | 手塚治虫漫画全集未収録作品集(1)   |      | 銀河少年、怪傑シラノ、豆大統領、ハリケーンZ スーパーX事件、ハリケーンZ 十三の怪神像事件 |
| 195      | 手塚治虫漫画全集未収録作品集(2)   |      | タカラジマ、バット博士とジム、怪人コロンコ博士、Qチャンの捕物帳、ハンスと金のかみのけ、ドローン城物語、ワン公月へ行く、おばけジャングル、鳥よせ少女、みす・たからずか、びいこのおもり、すずむしひめ、かりゅうどばちのおはなし、ファーブル先生の虫物語、くろちょろのぼうけん、いのちの豆じしゃく、ぼくはにんじゅつつかい、ちらかしくん、火星物語、人間のせんぞ、ピロンちゃん、奇妙な大旅行、ふたりの演奏家、太陽がさかさまだ、野ばらよいつ歌う |
| 196      | 手塚治虫漫画全集未収録作品集(3)   |      | 幽霊男、勝利の日まで、オヤヂの宝島 |
| 197      | 冒険狂時代                        |      | 冒険狂時代、ピピちゃん |
| 198      | ふしぎなメルモ                    |      | ふしぎなメルモ、ぽっかち、カンパチ、パンサーを探せ、ワンサくん、海のトリトン たのしい幼稚園版、ちっぽくんこんにちは 絵本版、ちっぽくんこんにちは 二年の学習〜三年の学習版 |
| 199      | 人間昆虫記                        |      | |
| 200      | 新寶島オリジナル版                |      | |